# Marie-Galante-Kanincheneule
Die Marie-Galante-Kanincheneule (Athene cunicularia guadeloupensis) ist eine ausgestorbene Unterart der Kanincheneule (Athene cunicularia). Sie war auf der Insel Marie-Galante in den Kleinen Antillen endemisch. Ferdinand Joseph L’Herminiers Angabe, den Holotypus auf der Insel Guadeloupe entdeckt zu haben, ist wahrscheinlich nicht korrekt, da auf dieser Insel nie Überreste dieser Eule gefunden wurden.

## Merkmale
Die Flügellänge betrug 152 bis 162,5 mm, die Schwanzlänge 75,5 bis 86,5 mm, die Schnabelfirstlänge 15 bis 15,5 mm, die Lauflänge 42,5 bis 46,5 mm und die Länge der mittleren Zehe 21,6 mm. Im Vergleich zur Nominatform war die Marie-Galante-Kanincheneule dunkler und es fehlten die breiten weißen Binden an jeder Fahne der Handschwingen. Die Handdecken waren einfarbig braun. Die Unterseite war weiß mit braunen Querflecken. Die Oberseite war durch sehr kleine weiße Flecken gekennzeichnet. Die äußeren Schwanzfedern und die Innenfahnen der Handschwingen hatten helle ockerfarbene Binden.

## Status
Die Marie-Galante-Kanincheneule ist nur von 6 Exemplaren bekannt, die sich im Museum der Boston Society of Natural History sowie im United States National Museum befinden. Der Hauptgrund für das Aussterben der Marie-Galante-Kanincheneule, die gegen 1890 verschwand, waren eingeführte Mungos.